# 2003 BR47
2003 BR47 es un asteroide de menos de un kilómetro clasificado como objeto cercano a la Tierra y asteroide potencialmente peligroso del grupo Apolo. Fue descubierto el 31 de enero de 2003 por el programa LINEAR. A fecha de 19 de marzo de 2013, su órbita se basa en 170 observaciones que abarcan un arco de datos de 939 días. Se acerca periódicamente a 0.05 UA de la Tierra. También cruza la Tierra y Marte.